# Vị Trâu
Vị Trâu (trị vì 262-284) là quốc vương thứ 13 của Tân La. Ông là thành viên đầu tiên của gia tộc Kim nắm quyền trị vì vương quốc; và gia tộc này sẽ kế vị nhau làm quốc vương trong hầu hết giai đoạn về sau của Tân La. Ông là con trai của Kim Cừu Độ (Kim Gudo), một vị tướng lãnh đạo của Tân La, và là hậu duệ đời thứ sáu của người sáng lập gia tộc là Kim Yên Trí (Kim Alji). Ni sư kim (isageum) là một tước hiệu lãnh đạo vào thời kỳ đầu Tân La.
Theo Tam quốc sử ký (Samguk Sagi), dưới thời trì vị vì của Vị Trâu, Tân La phải hứng chịu nhiều cuộc tấn công của Bách Tế, và không có đề cập nào đến việc liên hệ giữa vương quốc và các nước lân bang.
Lăng Vị Trâu nay vẫn hiện diện tại trung tâm của thành phố Gyeongju. Có nhiều truyền thuyết khác nhau đến gò mộ này, được gọi là Trúc Trưởng Lăng (Jukjangneung).
Mặc dù ghi chép về thời gian trị vì của ông không nhiều, song có thể nói ông đường như giành sự quan tâm lớn cho nông nghiệp. Năm 264, ông đến thăm những người nông dân để khuyến khích họ trong một nạn đói nghiêm trọng. Năm 268, Vị Trâu đã cho người đi tìm hiểu mối quan tâm của người dân. Ngoài ra, ông là người có lòng trắc ẩn khi từ chối yêu cầu tái thiết cung điện với lý do người dân không nên lao động quá nhiều.

## Gia đình
- Phụ thân: Kim Cừu Độ (Kim Gudo)
- Mẫu thân: họ Phác, con gái của cát văn vương Y Thất (Ichil)
- Vương hậu: Quang Minh phu nhân (Gwangmyeong) họ Tích, nữ tử của Trợ Bôn ni sư kim